# 丁字沽街道
丁字沽街道，是中华人民共和国天津市红桥区下辖的一个乡镇级行政单位。

## 行政区划
丁字沽街道下辖以下地区：
光采社区、风貌里社区、三段社区、六段社区、十段社区、勤俭桥社区、桃花园社区、东大楼社区、潞河园社区、北平房社区、胜灾社区、十三段社区、光荣道社区和南大街社区。